# Яремчук, Дмитрий Назарович
Дмитрий Наза́риевич Яремчу́к (укр. Дмитро Назарович Яремчук; 19 февраля 1976, село Пилипец, Межгорский район, Закарпатская область, Украина) — украинский певец. Народный артист Украины (2017). Заслуженный артист Украины (2004). Сын народного артиста Украины Назария Яремчука (1951—1995), брат заслуженного артиста Украины Назария Яремчука (младшего), брат певицы Марии Яремчук.

## Биография
Дмитрий Яремчук родился 19 февраля 1976 года, с. Пилипец, Межгорский район, Закарпатская область. Отец Назарий Яремчук, народный артист Украины, мать Елена Шевченко, певица, солистка ВИА «Смеричка».
С детских лет занимался музыкой, пел в хоре, был солистом детского вокально-инструментального ансамбля.
1992 год — окончил с отличием общеобразовательную и музыкальную школу по классу фортепиано.
1996 год — окончил с отличием Черновицкое государственное музыкальное училище им. С. Воробкевича, факультет «теория музыки».
1997 год — участие в праздничных программах «Дни культуры Украины в Республике Узбекистан».
2001 год — закончил Национальную музыкальную академию Украины им. П. И. Чайковского, вокальный факультет, клас Константина Огневого , Геннадия Кабки.
2002 год — вместе с братом Назарием Яремчуком (младшим) стал основателем песенного фестиваля «Родина» имени Назария Яремчука, посвященный памяти и творчеству отца Назария Яремчука.
2012 год — принимал участие в национальном отборе на конкурс «Евровидение — 2013», в котором вышел в финал с песней «Мама» (муз. и сл. Н. Яремчук).
Участвовал в различных концертных программах и турах международного фестиваля «Славянский базар», песенного фестиваля «Родина», Благотворительных турах фонда «Надежды и добра», международного тура «Моя Україна — велика родина» (2015 год).
Гастролировал в странах: США — 2008, 2012, 2015 годы, Италия — 2009 год, Россия — 2002 год, Израиль, Узбекистан — 1997 год, Чешская республика — 2015 год, Португалия, Испания, Франция, Великобритания.
Дмитрий Яремчук поет сольно, а также в дуете со своим братом Назарием Яремчуком младшим. Известны следующие песни в их исполнении: «Вишиванка», «Стожари», «Наша доля», «Родина», «Червона рута», «Моя Україна-велика родина», «Хай буде щастя і любов», «Тече вода», «Бажання», «Подарую світу», «Я так люблю,Україно, тебе», «Хай щастить вам люди добрі», «Два кольори», «Черемшина».
Исполняет песни на музыку композиторов: Н. Яремчук (младший), А. Злотник, В. Ивасюк, П. Дворский, И. Поклад, А. Билаш, В. Михайлюк. На слова поэтов: О. Ткач, В. Герасименко, Ю. Рыбчинский, В. Крищенко, Д. Павлычко, В. Ивасюк, Г. Булах, В. Кудрявцев, Н. Яремчук, Н. Яремчук (младший), В. Матвиенко, М. Юрийчук, А. Матвийчук.

## Дискография
- 2002 — «Сонце в твоїх очах»[5]
- 2004 — «Родина» (переиздан в 2010)
- 2005 — «Наша доля» (переиздан в 2010)
- 2010 — «Кращі пісні»
- 2011 — «Я подарую світу»

## Награды
- 1996, 1997, 1999 — лауреат Х, XI, XIII Всеукраинских фестивалей-конкурсов современной эстрадной песни «Песенный вернисаж».
- 1998, 1999, 2000, 2001 — Лауреат телерадиопроекта «Шлягер года» (Украина).
- 2000 — Лауреат II премии Международного песенного конкурса «Золотой шлягер» (Белоруссия).
- 2000 — Гран-При международного песенного конкурса «Доля — 2000» (Украина).
- 2004 — указом президента Л. Д. Кучмы присвоено почётное звание «Заслуженный артист Украины».
- 2013 — награждён дипломом участника Всеукраинской программы «Национальные лидеры Украины».
- 2017 — указом президента П. А. Порошенко присвоено почётное звание «Народный артист Украины».